# Icheriden
 (avril 2024).
Si vous disposez d'ouvrages ou d'articles de référence ou si vous connaissez des sites web de qualité traitant du thème abordé ici, merci de compléter l'article en donnant les références utiles à sa vérifiabilité et en les liant à la section « Notes et références ».
Icheriden (Icerriḍen - En tifinagh : ⵉⵛⴻⵔⵉⴷⴻⵏ ) est un ancien village situé dans la commune de Aït Aouggacha en Grande Kabylie, Algérie.

## Localisation
Théâtre de la fameuse bataille d'Icheriden le 24 juin 1857.